# Madhuca orientalis
Madhuca orientalis là một loài thực vật có hoa trong họ Hồng xiêm. Loài này được (Van den Assem) T.D.Penn. mô tả khoa học đầu tiên năm 1991.